# 卡爾·戴維斯
卡爾·戴維斯（英語：Karl Davies，1982年8月6日—）是英國的一名演員。他最著名的作品是ITV電視劇王國和肥皂劇愛默戴爾農場。

## 外部連結
- 卡爾·戴維斯在互联网电影资料库（IMDb）上的資料（英文）